# لکه نفتی خلیج مکزیک

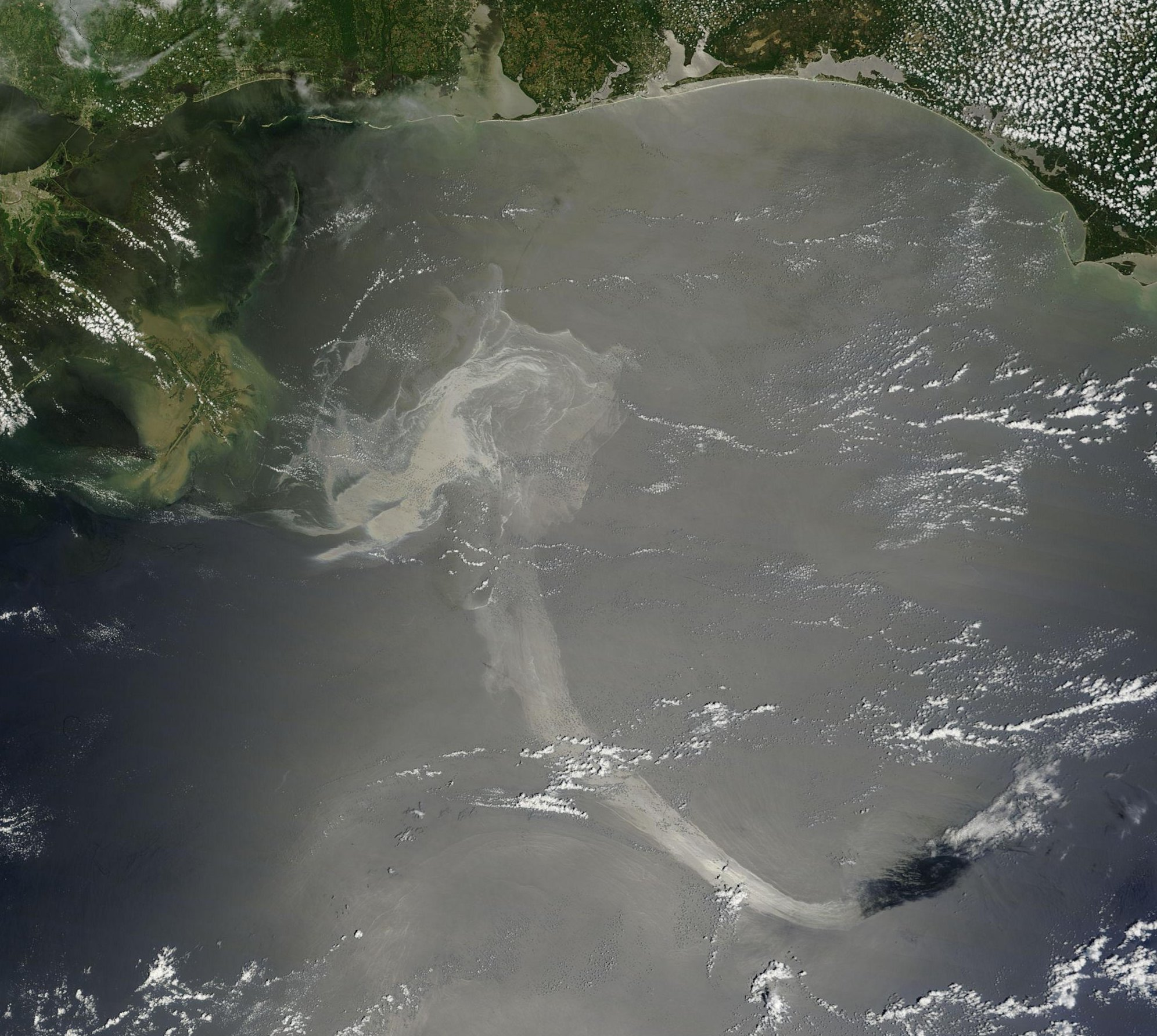
تصویر ماهواره‌ای

لکه نفتی خلیج مکزیک یک لکه نفتی است که بر اثر نشت نفت از یک چاه نفت دریایی در خلیج مکزیک به وجود آمده. این نشت پس از انفجار سکوی نفتی دیپ‌واتر هورایزون تحت مسؤلیت شرکت نفت بریتانیا در تاریخ ۲۰ آوریل ۲۰۱۰ ایجاد شد. همچنین در اثر انفجار سکو ۱۱ نفر از کارگران این سکو مفقودالاثر شده‌اند. پس از جستجوی سه روزه برای یافتن آنها، پلیس ساحلی به دلیل احتمال بسیار پایین زنده ماندن آن‌ها به عملیات جستجو پایان داد.

## ابعاد لکه نفتی
در روز سوم ماه مه، ابعاد تقریبی لکه ۷۰ مایل در ۱۳۰ مایل (۱۱۲ کیلومتر در ۲۰۹ کیلومتر) معادل ۹۱۰۰ مایل مربع (۲۳۵۶۸ کیلومتر مربع) تخمین زده شده.

## نرخ نشت نفت
در ابتدا توسط شرکت نفت بریتانیا تخمین زده‌شده بود که روزانه هزار بشکه نفت از چاه نشت می‌کند. کمی بعد نرخ نشت نفت توسط سازمان ملی اقیانوسی و جوی ۵۰۰۰ بشکه در روز اعلام شد. یان مکدونالد اقیانوس‌سنج از دانشگاه ایالتی فلوریدا تخمین زده که نفت با نرخ حداقل ۲۶۵۰۰ بشکه در روز نشت می‌کند. وی تخمین زده تا پایان روز اول می حداقل ۱۲٬۶ میلیون بشکه از این چاه نشت کرده.
یک مدیر ارشد شرکت نفت بریتانیا در جلسه‌ای با نمایندگان سنا در تاریخ ۴ می ۲۰۱۰ اعلام کرد که در بدترین حالت اگر نشت شدت گرفته باشد روزانه تا ۶۰۰۰۰ بشکه نفت وارد آب‌های این منطقه می‌شود. این انفجار منجر به نشر ۱۲۵ میلیون گالن نفت شد. یازده نفر در جریان این اتفاق جان خود را از دست دادند و یکی از فجیع‌ترین حوادث محیط زیستی آمریکا رقم خورد.

## خسارات ناشی از نشت نفت
حجم عظیم نفت آزاد شده، بسته شدن آب‌های منطقه برای ماهی‌گیری، مناطق و جزایر حساس محیط زیستی در منطقه نشتی همه و همه باعث فاجعه آمیزتر شدن این واقعه می‌شوند.
شرکت نفت بریتانیا مسؤلیت جبران تمام خسارات را طبق قانون بر عهده دارد. هرچند که جبران خسارات زیست‌محیطی احتمالی تقریباً ناممکن است.

### خسارات شرکت نفت بریتانیا
ارزش سهام این شرکت، پس از ۹ روز کاری بعد از آغاز نشت نزدیک به ۲۲٪ سقوط کرد که این به تنهایی ارزش بازاری شرکت را تا ۴۰ میلیون دلار پایین آورد. همچنین پرداخت خسارات میلیونی حادثه باعث زیان بیشتر این شرکت خواهد شد.
با وجود هزینه‌های نشت نفت شرکت نفت بریتانیا اعلام کرده‌است که یک میلیارد و هشتصد میلیون دلار سود در سه‌ماهه سوم سال ۲۰۱۰ میلادی داشته‌است.

### تعین خسارت پس از ۵ سال
در اول جولای ۲۰۱۵ شرکت نفتی بی‌پی با وزارت دادگستری آمریکا به تفاهم رسیدند که این شرکت بابت نشت نفت در خلیج مکزیک ۱۸ میلیارد و ۷۰۰ میلیون دلار بپردازد. این مبلغ تا هجده سال آینده پرداخت خواهد شد و علاوه بر دولت فدرال آمریکا، دولت‌های ایالتی که از نشت نفت در خلیج مکزیک آسیب دیده‌اند هم از این پول خواهند گرفت. ایالت‌های فلوریدا، آلاباما، می‌سی‌سی‌پی، لوئیزیانا و تگزاس برای صدماتی که به محیط زیستشان وارد شد و صدمات اقتصادی خسارت می‌گیرند. انتشار خبر این تفاهم منجر به بالا رفتن ارزش سهام بی‌پی به میزان ۴/۶ درصد شد. پیشتر این شرکت دو میلیارد و سیصد میلیون دلار بابت خسارت به افراد و شرکت‌ها پرداخته بود. شرکت بی‌پی گفت فارغ از این تفاهم جدید، انفجار پنج سال پیش حدود ۴۳ میلیارد دلار برایش خرج داشته‌است.

## تلاش‌ها برای جلوگیری از فاجعه

### تلاش برای کنترل نشتی
از آنجا که محل این چاه در ارتفاع ۱۵۲۴ متر (۵۰۰۰ پا) زیر سطح قرار دارد دسترسی و تلاش‌ها برای اجرای عملیات بر روی چاه با مشکلاتی مواجه بوده. چند نمونه از این تلاش‌ها از این قرارند:

#### تلاش‌های اولیه
اولین تلاش برای مسدود ساختن چاه تلاش برای بستن فلکه نصب شده بر روی دریچه چاه بود. برای این منظور روبات زیردریایی کنترل از راه دوری به محل دریچه چاه اعزام شد که موفق به مهار چاه نشد.

#### تزریق مایع غلیظ
شرکت نفت بریتانیا طرحی مبنی بر تزریق نوع خاصی مایع غلیظ مخصوص حفاری برای توقف نشتی ارائه داده بود.

#### چاه کمکی
یکی دیگر از طرح‌های شرکت نفت بریتانیا حفر یک چاه کمکی برای کاهش فشار نشتی چاه و آسان‌تر شدن کنترل آن بود.

#### اعلام آمادگی تیم شرکت ملی حفاری ایران
مدیر عامل شرکت ملی حفاری ایران در تاریخ ۳ مه ۲۰۱۰ (۱۳ اردیبهشت ۱۳۸۹) اعلام کرد با توجه به تجربه خوبی که ایرانیان در مهار این قبیل فوران‌ها از زمان جنگ ایران و عراق دارند، کارشناسان صنعت نفت ایران می‌توانند برای کمک به ممانعت از نشت نفت در خلیج مکزیک و جلوگیری از فاجعه‌ای زیست‌محیطی به کارشناسان آمریکایی کمک کنند.

#### نصب سازه قیفی
شرکت نفت بریتانیا از نصب سازه‌ای قیفی بر روی چاه خبرداد که نفت خارج شده را به سطح دریا می‌آورد و می‌توان آن را در کشتی ذخیره کرد.

### تلاش برای پاکسازی
ایجاد یک مانع شناور، جمع‌آوری و تصفیه مخلوط آب و نفت و استفاده از مواد پخش کننده(dispersant)برای پخش نفت از اقداماتی هستند که برای پاکسازی لکه نفتی انجام گرفته.
بریتیش پترولیوم اعلام کرده روزانه ۱۰٬۰۰۰ بشکه نفت از سطح دریا جمع‌آوری می‌کند.

### مهار نشت نفت
نشت نفت در تاریخ ۱۹ سپتامبر ۲۰۱۰ مهار شد.